# Oppäsen
Oppäsen är en sjö i Köpings kommun och Lindesbergs kommun i Västmanland och ingår i Norrströms huvudavrinningsområde. Sjön är 10,5 meter djup, har en yta på 4,12 kvadratkilometer och befinner sig 62 meter över havet. Sjön avvattnas av vattendraget Ässingån (Finnåkersån).

## Delavrinningsområde
Oppäsen ingår i det delavrinningsområde (660852-148965) som SMHI kallar för Utloppet av Oppäsen. Medelhöjden är 75 meter över havet och ytan är 24,1 kvadratkilometer. Räknas de 3 avrinningsområdena uppströms in blir den ackumulerade arean 104,2 kvadratkilometer. Ässingån (Finnåkersån) som avvattnar avrinningsområdet har biflödesordning 3, vilket innebär att vattnet flödar genom totalt 3 vattendrag innan det når havet efter 190 kilometer. Avrinningsområdet består mestadels av skog (72 procent). Avrinningsområdet har 4,69 kvadratkilometer vattenytor vilket ger det en sjöprocent på 19,5 procent.